# Cybaeodes liocraninus
Espèce
Synonymes
Brachyanillus liocraninus Simon, 1913.
Cybaeodes liocraninus est une espèce d'araignées aranéomorphes de la famille des Liocranidae.

## Distribution
Cette espèce est endémique d'Algérie. Elle se rencontre dans des grottes à Misserghin.

## Description
La femelle subadulte holotype mesure 5 mm. Cette araignée est anophtalme.

## Publication originale
Simon, 1913 : Araneae et Opiliones (quatrième série). Biospeologica, XXXe. Archives de Zoologie expérimentale et générale, vol. 52, no 2, p. 359-386 (texte intégral).